# Chūb Tarāshān
Chūb Tarāshān (persiska: چوب تراشان) är ett samhälle i Iran.   Det ligger i provinsen Gilan, i den nordvästra delen av landet, 240 km nordväst om huvudstaden Teheran. Chūb Tarāshān ligger 128 meter över havet och antalet invånare är 316.
Terrängen runt Chūb Tarāshān är varierad.Runt Chūb Tarāshān är det ganska tätbefolkat, med 111 invånare per kvadratkilometer. Närmaste större samhälle är Fūman, 17,4 km norr om Chūb Tarāshān. I omgivningarna runt Chūb Tarāshān växer i huvudsak blandskog.